# Ranulf de Blondeville, 4. Earl of Chester

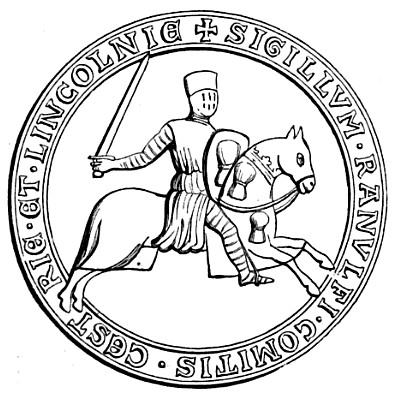
Teil des Siegels von Ranulf de Blondeville als Earl of Chester und Lincoln

Ranulf de Blondeville, 4. Earl of Chester, 1. Earl of Lincoln (* unsicher: 1172 Oswestry (Album Monasterium, Blonde Ville); † 28. Oktober 1232 Wallingford, Berkshire) war ein anglo-normannischer Magnat.
Er war Earl of Chester, Earl of Lincoln sowie Vizegraf von Avranches. Er war einer der letzten normannischen Barone, die – unter Gewährung von lukrativen Privilegien – uneingeschränkte Loyalität zum Haus Plantagenet zeigten. Er wurde als „fast das letzte Relikt der großen Feudalaristokratie der Eroberung“ bezeichnet.

## Richard Löwenherz
Ranulf wurde 1172 als Sohn von Hugh de Kevelioc, 3. Earl of Chester, und Bertrada de Montfort geboren. Bereits als Neunjähriger folgte er seinem Vater als Earl, und erst seine Volljährigkeit mit dem Ritterschlag am 1. Januar 1187 in Caen gab ihm die Kontrolle über seinen Besitz in England und in der Normandie. Fünf Wochen später, am 3. Februar 1187, wurde er mit Konstanze von der Bretagne verheiratet, der Witwe von Herzog Gottfried von Bretagne († 1186), einem Sohn des Königs Heinrich II. Konstanze war die Mutter des Herzogs Arthur I. (1187–1203) und dessen Regentin, der Heinrich kein Vertrauen entgegenbrachte, so dass er einen loyalen Gefolgsmann an ihrer Seite sehen wollte. Ranulf sollte nun das Herzogtum Bretagne und die Grafschaft Richmond in England im Namen seiner Frau bzw. seines Stiefsohnes regieren, nannte sich auch selbst Herzog und Earl, doch rief seine Einsetzung den Widerstand insbesondere des bretonischen Adels hervor, dem sich auch Konstanze aus ihrer Abneigung gegen die Plantagenets anschloss.
Sie betrieb in den folgenden Jahren die Loslösung von den Plantagenets und geriet damit in Feindschaft zu ihrem ehemaligen Schwager Richard Löwenherz, der ihren Sohn Arthur 1196 zu seinem Erben designiert hatte. Im Gegenzug näherte sich Konstanze dem französischen König Philipp II. an, der seinerseits ein Feind von Richard war. Im April 1196 marschierte der englische König mit einem Söldnerheer in die Bretagne ein und forderte die Vormundschaft für seinen Neffen ein, doch Konstanze verschanzte sich mit ihrem Sohn in der Festung von Brest. In der Nähe von Carhaix konnte ihr Seneschall Alain de Dinan einen Sieg über Richard erringen, der sich daraufhin aus der Bretagne zurückziehen musste. Konstanze brachte danach ihre Kinder an den Hof Philipps II. in Paris in Sicherheit. Die Ehe von Konstanze mit Ranulf von Chester wurde 1199 annulliert; statt seiner ehelichte sie noch im gleichen Jahr den Vizegrafen Guido von Thouars.

## Johann Ohneland
Im Jahr 1200 heiratete Ranulf Clemence de Fougères, Tochter von Guillaume de Fougères, Schwester von Geoffroi de (Haus Fougères) und Witwe von Alain de Dinan. Er verbrachte die folgenden Jahre zumeist in Frankreich und kehrte erst nach der Eroberung der Normandie durch die Franzosen 1204 endgültig nach England zurück. Im folgenden Winter wurden Teile seines Besitzes zeitweise beschlagnahmt, da König Johann Ohneland ihn im Verdacht hatte, sich mit den aufständischen Walisern zu verbünden (als Earl of Chester gehörte die Grenzsicherung zu Wales zu seinen zentralen Aufgaben). Ranulf konnte jedoch die Bedenken des Königs überwinden, kämpfte ab 1209 in dessen Waliser Feldzügen und begleitete den König 1214 auf seinem Feldzug ins Poitou. 1215 war er einer der Barone, die im Adelsaufstand nach der Niederlage von Bouvines (27. Juli 1214) an der Seite des Königs standen und am 15. Juni 1215 die Magna Charta auf dessen Seite (ex parte regis) bezeugten. 1215 wurde Ranulf zum Lord über die Grafschaft Lancashire ernannt und war im Jahr 1216 gleichzeitig High Sheriff of Lancashire, High Sheriff of Staffordshire und High Sheriff of Shropshire.

## Heinrich III.
Bereits vor König Johanns Tod hatten aufständische Barone die englische Krone dem französischen Thronerben Ludwig angeboten, woraufhin dieser im Sommer 1216 in Südengland einfiel und Winchester eroberte. Als König Johann im Herbst starb, wurde sein Sohn Heinrich III. hastig gekrönt, und auch Ranulf schloss sich diesem Vorgehen an, obwohl erwartet worden war, dass er Ansprüche auf die Regentschaft erheben würde. Er setzte sein politisches Gewicht zur Bekräftigung der Magna Charta ein und trug dazu bei, die Rebellen am 20. Mai 1217 bei Lincoln zu schlagen. Drei Tage später, am 23. Mai 1217, wurde er dafür zum Earl of Lincoln ernannt.
Das Ende dieses Ersten Kriegs der Barone brachte für Ranulf die Gelegenheit, ein 1215 gegebenes Kreuzzugsversprechen einzulösen. Er schloss sich im Mai 1218 dem Kreuzzug von Damiette an und kehrte nach dessen Scheitern im August 1220 nach England zurück. In den folgenden Jahren widmete er sich – entgegen der Politik der Regenten – dem Burgenbau und damit der Festigung seiner Macht: auf ihn sind die Burgen Bolingbroke Castle (bei Spilsby in Lincolnshire), Chartley Castle in Staffordshire und Beeston Castle in Cheshire zurückzuführen, die er aber 1223 dem König abtreten musste. Kurze Zeit war er Kastellan von Wallingford Castle. In dieser Zeit verbündete er sich mit Llywelyn ab Iorwerth, dem Fürsten von Gwynedd in Nordwales, dessen Tochter Elen ferch Llywelyn um 1222 mit seinem Neffen und Erben John of Scotland, Earl of Huntingdon, verheiratet wurde.
In seinen letzten Lebensjahren bezeugte er erneut die Magna Charta (1225) und nahm 1230 am Feldzug von König Heinrich III. nach Frankreich teil, der mit einem dreijährigen Waffenstillstand endete.

## Tod und Erbe
Er starb am 28. Oktober 1232 im Alter von 60 Jahren ohne Nachkommen und wurde in St Werburg’s in Chester (der heutigen Chester Cathedral) bestattet, mit Ausnahme seines Herzens, das in die von ihm gegründete Dieulacres Abbey kam, und seiner inneren Organe, die in Wallingford Castle beerdigt wurden.
Sein Besitz wurde an seine vier Schwestern Matilda (Maud), Mabel, Agnes (Alice) und Hawise vererbt. Dabei kamen die Ländereien des Earldoms Chester an Matilda, die sie bereits einen Monat später an ihren Sohn John, Earl of Huntingdon weitergab; die Ländereien des Earldoms Lincoln hatte er bereits zwischen April 1231 und seinem Tod für Hawise bestimmt. Hawise gab diese ebenfalls innerhalb eines Monats nach Ranulfs Tod über ihre Tochter Margaret de Quincy an ihren Schwiegersohn John de Lacy weiter.